# Campo di internamento di Drancy

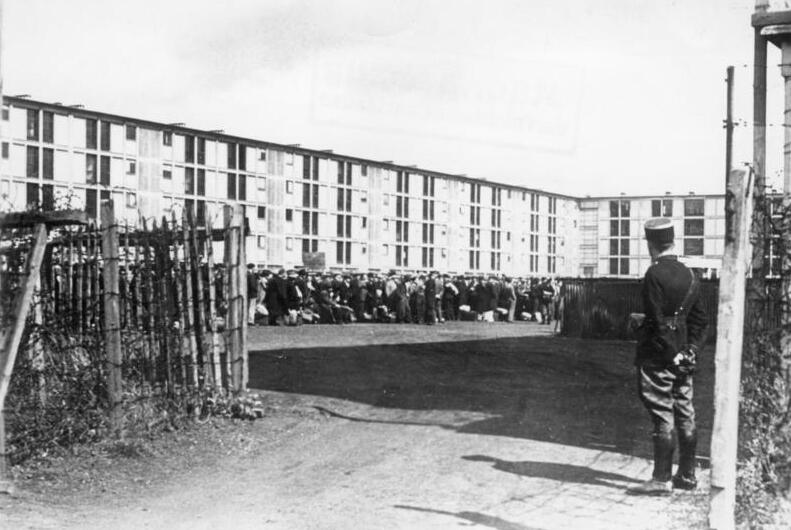
L'ingresso al campo sorvegliato da un gendarme francese

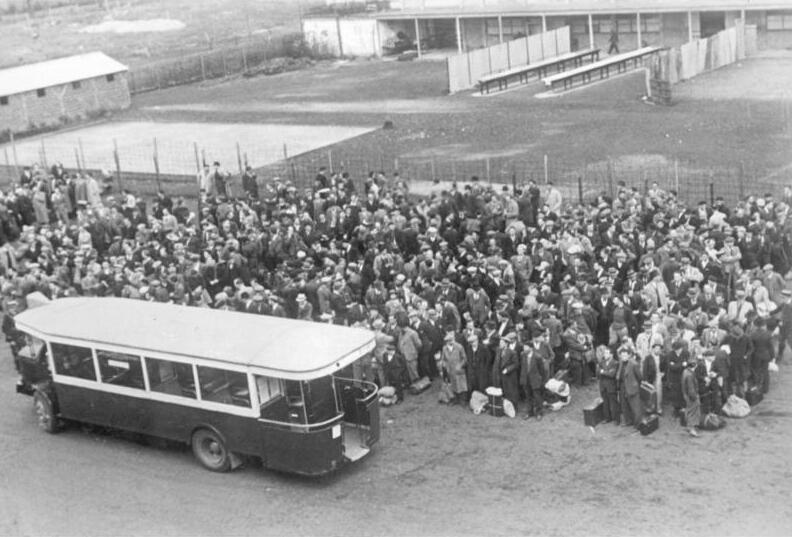
Gruppi di prigionieri giunti al campo nel 1941

Il campo di internamento e transito di Drancy, dal nome del sobborgo nord-orientale di Parigi nel quale era situato, fu stabilito nell'agosto del 1941 dalle autorità collaborazioniste francesi come campo di internamento per gli ebrei stranieri in Francia, sotto il controllo generale della Polizia di sicurezza tedesca; in seguito, dal giugno 1942 divenne il principale campo di transito per le deportazioni di ebrei dalla Francia. Dal 1º luglio del 1943 i tedeschi assunsero direttamente la gestione del campo fino alla sua liberazione nell'agosto 1944. La quasi totalità degli ebrei deportati dalla Francia passarono per il campo di transito di Drancy, inclusi quelli raccolti nei campi di internamento di Gurs e Le Vernet.

## Storia
A Drancy, alla periferia di Parigi, prima della guerra, tra il 1932 e il 1936, gli architetti Marcel Lods e Eugène Beaudouin avevano realizzato un enorme complesso di edifici a più piani a forma di U come un quartiere residenziale modernista. Subito dopo l'occupazione della Francia da parte delle truppe tedesche nel luglio 1940, il complesso era stato requisito dalle autorità francesi collaborazioniste e adibito a caserma di polizia e quindi a prigione per persone considerate "indesiderate".
Il governo di Vichy si allineò rapidamente alle politiche antisemite naziste, attraverso l'emanazione di leggi razziali il 3 ottobre 1940 e l'inizio dei primi rastrellamenti il 14 maggio 1941.

### Sotto l’amministrazione francese (agosto 1941-giugno 1943)
Il 20 agosto 1941, la polizia francese condusse un imponente rastrellamento a Parigi, nel quale furono arrestati oltre 4.000 ebrei, principalmente stranieri o apolidi. Gli arrestati furono internati a Drancy, segnando così l'apertura ufficiale del campo. La scelta del luogo fu dettata anche dalla prossimità con alcune stazioni ferroviarie, in particolare quella di Bobigny.
Gestito direttamente dalla Prefettura, dalla Polizia e dalla Gendarmeria francesi, Drancy operava sotto la supervisione dell'ufficio degli Affari ebraici della Gestapo in Francia (Theodor Dannecker fino al luglio 1942 e Heinz Roethke fino al giugno 1943). Gli edifici e il cortile furono circondati con una recinzione di filo spinato con guardie armate che ne sorvegliavano i confini. Cinque campi secondari, usati principalmente come magazzini per beni personali confiscati agli ebrei, erano situati a Parigi: alla Stazione di Parigi Austerlitz, all'Hotel Cahen d'Anvers, al magazzino di mobili Levitan, al pontile di Bercy e a Rue du Faubourg-Saint-Martin.
Le condizioni di vita erano molto difficili per il sovraffollamento, la mancanza di cibo e le malattie, ma all'inizio i termini di detenzione non furono troppo rigidi. I detenuti cercarono di organizzarsi e di provvedere per quanto possibile alle necessità degli anziani e dei numerosi bambini. Per qualche tempo fu concesso loro di ricevere anche qualche aiuto dall'esterno e 800 ebrei (tra malati e bambini) furono liberati nel novembre 1941. Non mancarono tuttavia atti di intimidazione e brutalità, come l'uccisione di 44 prigionieri nel dicembre 1941 come rappresaglia per un attacco della resistenza francese contro degli ufficiali tedeschi. Ma presto l'unica uscita dal campo divennero le deportazioni verso i campi di sterminio della Polonia. I primi gruppi di ebrei vengono trasferiti a Compiègne, da dove proseguiranno per i campi di sterminio. Dal giugno 1942, si organizzano trasporti direttamente da Drancy: il primo trasporto diretto con a bordo 1000 persone partì il 22 giugno 1942 con destinazione Auschwitz-Birkenau.
Nei paesi occupati dell'Europa occidentale (Francia, Belgio, Olanda, e quindi dopo l'8 settembre 1943 anche l'Italia) la decisione fu di non creare ghetti o campi di sterminio e di evitare il più possibile atti aperti di violenza antiebraica. L'antisemitismo era minore, e si aveva timore di esacerbare un'opinione pubblica già in larga parte ostile. Si istituirono così appositi campi di internamento o di transito lontani dai centri abitati dove la popolazione ebraica potesse essere raccolta prima di essere trasferita nei campi di concentramento o sterminio della Polonia. Al campo di internamento di Drancy in Francia venn così assegnata la stessa funzione svolta in Belgio dal campo di transito di Malines, nei Paesi Bassi dal campo di concentramento di Westerbork e quello di Herzogenbusch, e in Italia dal campo di Fossoli. Drancy divenne così il terminale degli arresti e rastrellamenti di ebrei condotti su tutto il territorio francese e il punto di partenza per le deportazioni.
Furono 64 in totale i trasporti partiti da Drancy. Di questi convogli 58 andarono a Auschwitz-Birkenau, due a Majdanek, due a Sobibor, uno a Kaunas e Tallinn, e l'ultimo in Germania. Parallelamente alle partenze s'intensificarono anche gli arrivi, frutto delle operazioni di polizia ormai estese indiscriminatamente a tutti gli ebrei francesi. Più di 4.900 delle 13.152 persone arrestate il 16 e 17 luglio 1942 nel Rastrellamento del Velodromo d'Inverno furono internate a Drancy prima della loro deportazione ad Auschwitz.
Entro la fine di giugno 1943, sotto l’amministrazione francese e la supervisione di Theodor Dannecker e Heinz Roethke erano stati deportati a partire da Drancy circa 40.000 prigionieri.

### Sotto la direzione nazista (luglio 1943 - agosto 1944)
Dal 1º luglio del 1943 i tedeschi presero in mano direttamente la gestione del campo. Il comando fu affidato all'ufficiale delle SS Alois Brunner, che già si era distinto come responsabile delle deportazioni degli ebrei da Salonicco. Il regime carcerario divenne più duro e le condizioni di vita nel campo peggiorarono rapidamente.
Ventidue trasporti, per un totale di circa 23000 internati, partirono da Drancy durante l’anno della "gestione Brunner". Particolare accanimento fu riservato alla ricerca di ebrei rifugiatisi nel Sud della Francia e nella zona di Nizza a partire dal settembre 1943. A Drancy giungono anche gli ebrei catturati nel cuneense in fuga dalla Francia e rinchiusi nel campo di concentramento di Borgo San Dalmazzo.
Il campo di Drancy continuò a funzionare a pieno ritmo anche quando era chiaro che la liberazione di Parigi era ormai imminente. L'ultimo grande trasporto per Auschwitz partì il 31 luglio 1944, con a bordo 900 adulti e 400 bambini. Nel campo rimangono 800 internati. Brunner fa quindi spostare a Drancy i 750 internati dei sottocampi di Austerlitz, Bassano e Lévitan, fissando per il 13 agosto la partenza di un trasporto finale con gli ultimi 1569 internati. Lo sciopero dei ferrovieri della regione parigina impedisce l’attuazione del progetto perché non si riescono a trovare i trenta vagoni necessari. Tre giorni dopo, il 16 agosto 1944, le autorità tedesche di Drancy procedono alla distruzione di tutti i documenti del campo. Gli addetti allo schedario riescono però a nascondere i registri relativi ai trasporti, che costituiranno, nel dopoguerra, il principale documento relativo alle deportazioni dalla Francia.
Il 17 agosto i nazisti lasciano definitivamente il campo, portandosi con sé in un ultimo convoglio 51 prigionieri tra cui Marcel Dassault. Nel corso del viaggio, venti prigionieri riescono a evadere dal vagone; degli altri, ne sopravviveranno quindici.
Lo stesso giorno il console generale svedese Raoul Nordling rileva il campo e chiede alla Croce Rossa francese di prendersi cura dei prigionieri superstiti, che, riacquisita la libertà, possono rimuovere la stella di Davide dai loro vestiti. Parigi sarà liberata il 25 agosto 1944.

## Vittime e superstiti
Circa 70.000 prigionieri passarono attraverso Drancy tra l'agosto del 1941 e l'agosto del 1944. Ad eccezione di un piccolo numero di prigionieri (per lo più membri della resistenza francese), la stragrande maggioranza era composta da ebrei. Solo alcune centinaia di prigionieri riuscirono ad ottenere il rilascio durante il primo anno di esistenza del campo. Molti morirono al campo di stenti o malattia. I deportati furono 64.759 in 64 trasporti: circa 61.000 ad Auschwitz-Birkenau, 3.753 a Sobibor. Di questi meno di 2000 fecero ritorno. Ai sopravvissuti dai campi di sterminio vanno aggiunti i 1500 prigionieri presenti al campo al momento della liberazione.
Tra le vittime vi furono anche circa 6.000 bambini, spesso tra i primi ad essere separati dai genitori ed inviati alla morte. Anche il gruppo di 44 bambini nascosti in un istituto a Izieu e arrestati il 6 aprile 1944 da Klaus Barbie subì la stessa sorte assieme ai 7 adulti che si prendevano cura di loro; nessuno di loro sopravvisse.
Un terzo degli ebrei deportati da Drancy erano cittadini francesi, tra cui molti illustri intellettuali e artisti come il poeta Max Jacob (morto di malattia a Drancy), il coreografo René Blum (morto ad Auschwitz), il filosofo Tristan Bernard (che anziano, malato e troppo famoso fu liberato nel 1943) e l'ingegnere aeronautico Marcel Dassault (sopravvissuto a Buchenwald). Gli altri erano ebrei nati all'estero e immigrati in Francia negli anni venti e trenta, principalmente dalla Polonia, dalla Germania e, dopo il 1938, dall'Austria. Anche tra di loro vi erano personalità famose come il pittore olandese Max van Dam (ucciso a Sobibor) e l'artista tedesca Charlotte Salomon (uccisa a Auschwitz).

## La memoria

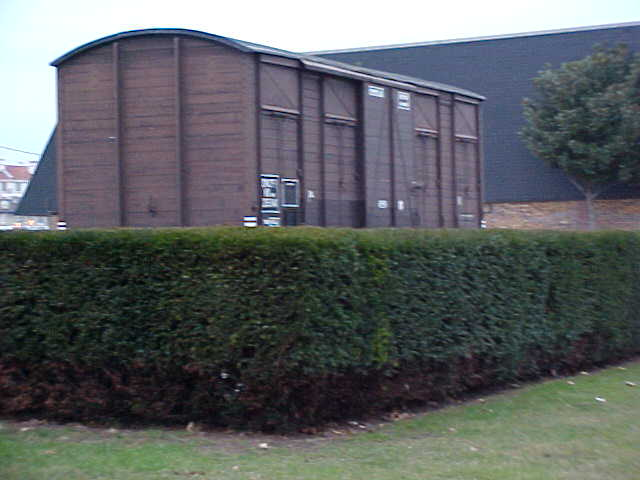
Un vagone usato per la deportazione degli ebrei francesi, oggi esibito come parte del memoriale di Drancy

Gli edifici dell'ex-campo di internamento sono tornati dopo la guerra alla loro originaria funzione abitativa.
Nel 1977, nel giardino nel cortile del complesso residenziale, fu inaugurato il memoriale della deportazione a Drancy, opera dello scultore Shlomo Selinger, in memoria degli ebrei francesi che vi furono imprigionati. include una serie di sculture monolitiche e un tratto di binario su cui sosta un vagone merci, di quelli usati per le deportazioni.
Nel 2012 un Museo dell'Olocausto è stato inaugurato dal Presidente francese François Hollande nell'area prospiciente al monumento e all'ingresso dell'ex-campo. Il Museo raccoglie documenti e materiale illustrativo sulla Shoah francese.